# James Fitzmaurice-Kelly
James Fitzmaurice-Kelly (Glasgow, 20 de junio de 1858 - Sydenham, 30 de noviembre de 1923) fue un hispanista y cervantista británico.

## Biografía
Se educó en el St. Charles's College de Kensington, Londres; se consagró después al periodismo; en 1885 marchó a Jerez de la Frontera como tutor de Buenaventura Misa, hijo del Conde de Bayona, luego Marqués de Misa, con grandeza; en Madrid empezó a trabajar en la primera versión de su biografía de Cervantes, que apareció en 1892, y conoció a Juan Valera, Gaspar Núñez de Arce y otros hombres de letras; volvió a Londres en 1886; escribió sobre temas hispánicos en el Spectator, Athenæum y Pall Mall Gazette; en 1898 se publicó su famosa Historia de la literatura española en la colección Literaturas del Mundo de Edmund Gosse. El magisterio de William Ernest Henley le marcó profundamente. Fue lector tayloriano en Oxford en 1902. En 1907 fue invitado a varias conferencias en universidades norteamericanas y en la Hispanic Society of America, de la que era miembro desde 1904. De 1909 a 1916 fue profesor en la Universidad de Liverpool y en 1916 ofreció un curso especial en Cambridge. Ocupó luego la cátedra Cervantes, creada especialmente para él en la Universidad de Londres, hasta que se jubiló en 1920. Fue fellow de la British Academy (1906) y miembro correspondiente de la Real Academia Española (1895), y de la Real Academia de la Historia (1912) y de Buenas Letras de Barcelona (1914), así como caballero comendador de la Orden de Alfonso XII (1905). Existe un retrato suyo pintado por Sir John Lavery en 1898.
Le dio una especial celebridad su Historia de la literatura española (1898), manual que alcanzó varias ediciones en español, francés e inglés y en el que destaca sobre todo la excelente selección de los textos y su adecuada bibliografía. Consagró un especial interés a las obras de Cervantes, cuya biografía escribió y cuyas Complete Works of Cervantes (1901-1903) editó, así como el Don Quixote, en traducción de John Ormsby (1899-1900), Oxford Book of Spanish Verse (1913), Fabulas en verso de Samaniego (1917), Fabulas Literarias de Tomás de Iriarte (1917), Églogas de Garcilaso de la Vega y sus Poesías varias (1918) y Cambridge Readings in Spanish Literature (1920).
Escribió 39 artículos sobre literatura española y sus autores en la Encyclopaedia Britannica (undécima edición, de 1910); Life of Miguel de Cervantes Saavedra (1892), A history of Spanish Literature (1898, 1913 y 1926, vertida al español en 1901 y al francés en 1904 y 1913); Lope de Vega and Spanish Drama (1902), Cervantes in England (1905), Chapters on Spanish Literature (1908), Miguel de Cervantes Saavedra: A Memoir (1913), Bibliographie de l'histoire de la littérature espagnole (1913), Cervantes and Shakespeare (1916), Góngora (1918), Fray Luis de León (1921) y Spanish Literature Primer (1922)

## Obras

### Ediciones
- The Complete Works of Cervantes (1901- )
- Don Quixote, with John Ormsby (1899-1900)
- Oxford Book of Spanish Verse (1913)
- Samaniego's Fabulas en verso (1917)
- Iriarte's Fabulas Literarias (1917)
- Garcilaso de la Vega's Eglogas (1918)
- Poesías varias (1918)
- Cambridge Readings in Spanish Literature (1920)

### Libros
- Life of Miguel de Cervantes Saavedra (1892)
- A history of Spanish Literature (1898; en español, 1901; en francés, 1904; segunda edición en francés, 1913)
- Lope de Vega and Spanish Drama (1902)
- Cervantes in England (1905)
- Chapters on Spanish Literature (1908)
- Miguel de Cervantes Saavedra: A Memoir (1913)
- Bibliographie de l'histoire de la littérature espagnole (1913)
- Cervantes and Shakespeare (1916)
- Góngora (1918)
- Fray Luis de León (1921)
- Spanish Literature Primer (1922)

- Datos: Q935119
- Multimedia: James Fitzmaurice-Kelly / Q935119
- Textos: Autor:James Fitzmaurice-Kelly